# Kondicionálás a tanulásnál
A kondicionálás a tanulásban – feltételes reflex kialakítása. A szervezetek viselkedése kondicionálásra (felkészülésre, hozzászokásra) vezethető vissza. A tanulás nem csak emberi hozzáállás. Az állatok tanulása könnyebben követhető. A kísérletek elhúzódása, gyötrelme ritkán vált ki tiltakozást. Az ember-kísérlet véglete jogba ütközik, tiltakozást kelt.

## A klasszikus kondicionálás
Ivan Petrovics Pavlov tudatosította: a feltétlen ingert (étel – nyáladzás) feltételes jelhez (CR) lehet kötni:A kutya fény jelre is nyáladzik. A másodlagos társítás (kondicionálás) lehetőséget ad a feltétlen reflex átváltására. Először minden hang kiváltotta a nyáladzást (generalizálás). Később szakosodik (például) a mély hangra – diszkriminál (megkülönböztet). Az ismételt jel megerősíti a társítást (asszociációt). Az étel többszöri elmaradása kioltja a reflexet, fokozatosan. Új környezetben felújulhat (spontán) a reflex (CR) ha jók a körülmények. Így érthető, hogy a feltételes jel elmaradása – gátol (blokkolja a nyáladzást.); ismétlődése megerősíti az ingerválaszt. A bejósolhatóság szerint a kondicionálás erőssége attól függ milyen mértékben jelzi előre a feltételes inger a feltétlen megjelenését (nyáladzást).

## Operáns (művelő, kiképző)kondicionálás
A viselkedés feltételnek (kondíció) megfelelve célt ér (operál/ művel). Burrhus Frederic Skinner – leegyszerűsíti a hasznos (operáns) viselkedés kialakulását. Dobozában (Skinner-boksz)  a próbálgató hasznos (operáns) viselkedést tanul meg.
A kar kezdeti nyomása – alapszint. Mihelyt ételt ad, a nyomás gyakorisága nő. A fény jel generalizálásra (minden fény) és diszkriminálásra (zöld fény) ad lehetőséget az étellel. Nélküle itt is kialszik a reflex (CR).
A klasszikus (pavlovi) kondicionálás – a feltétlen ingert köti feltételes jelhez (CR). Az operáns (művelő) kondicionálás a véletlen viselkedést alakítja eredményessé.Az első esetben a félelem és a remény köthető a bekövetkezés/ elmaradás eseményéhez. A bekövetkezés ideje – meghatározó: gyors visszajelzés megerősít. A megerősítés ideje lehet állandó és változó. A feltétlen és feltételes reflex időbeli érintkezésétől (kontiguitás) függ, a bejóslás: minél rövidebb idő telik el a válasz és a megerősítés között, annál jobb.

## Averzív (undor)kondicionálás
Az operáns kezelés egyike a nemkívánatos viselkedésformát ismétlődő büntetéssel vagy kellemetlen ingerrel szünteti meg. Menekülést vagy elkerülést válthat ki. 

## Formálás
Olyan kondicionálás (kiképzés), ami az elvártat megerősíti, minden mást kiolt (büntet). Az elsődleges megerősítés ritka. Többnyire részleges megerősítés megy: A rögzített arány (RA) szabályozza, mennyi megerősítés kell az inger, formálás működéséhez. A változó arány (VA) esetén a képzett nem tart szünetet, nem vár megerősítést.

## Egybeesés (kontingencia)
A visszajelzés (feed-back) megerősíti a választ. A jutalom többnyire hatékonyabb a büntetésnél. De vészben a menekülés jobb. A bűz eredményesebb elrettentő az illatnál.

## Beleélés a felkészülésben
Empatizálni – a másik ember szemével, fülével észlelsz, szívével érzel együtt. Arisztotelész a dráma hatása kapcsán írt a Katarzis megtisztult lelki állapotáról. Ez az érzés azóta más átélhető élményre is kiterjedt. A Behaviorizmus (viselkedéskutatás) elutasítja az önfigyelés (introspekció) módszerét és gyakorlatát. Az állat-viselkedést társította (laborban) az ember várható kondicionálásával.

## Belső térkép (Kompleksz)
Ha a labirintusban az állat keres, térképezi a bejáráskor. Ez modellként működik.Edward C. Tolman szerint. A szervezet keresi a jó kört(régiót), kerüli a károst(negatívat).

## Közvetítő mozgás
Clark L. Hull szerint: 1.Az inger hatás fokozatosan csillapul. 2.Az ingernyom kiváltóvá alakulhat. 3. A megerősítés felismerhetően sajátos. Azt tanuljuk meg, ami csökkenti a feszültséget, ami kiváltotta a mozgás-választ.